# Далянь-Чжоушуйцзи
Міжнародний аеропорт Далянь-Чжоушуйцзи (кит.: 大连周水子国际机场; IATA: DLC, ICAO: ZYTL) — міжнародний аеропорт у місті Далянь, Китай. Розташований у районі Ганьцзінцзи, за 10 км на північний захід від центру міста. У 2014 році аеропорт обслужив 17203640 пасажирів та став найбільш завантаженим аеропортом на північному сході Китаю, та 16-им по країні. Аеропорт є базовим для Dalian Airlines та важливим центром для China Southern Airlines та Hainan Airlines.

## Міжнародні авіарейси
- Air China
- All Nippon Airways
- Asiana Airlines
- China Southern Airlines
- Дальавиа (Хабаровськ)
- Dragonair
- Japan Airlines
- Korean Air
- S7 Airlines (Іркутськ)
- SAT Airlines (Южно-Сахалінськ)
- Владивосток Авиа (Владивосток, Южно-Сахалінськ)

## Внутрішні авіарейси
- Air China
- China Eastern Airlines
- China Southern Airlines
- China United Airlines
- Dragonair
- Hainan Airlines
- Shenzhen Airlines
- Shandong Airlines
- Shanghai Airlines
- Sichuan Airlines
- Spring Airlines
- United Eagle Airlines
- Xiamen Airlines

## Авіакатастрофа
7 травня 2002 року рейс авіакомпанії China Northern Airlines, який здійснював рейс з Пекіна до Даляня впав у затоку неподалік Даляня, загинули всі 112 осіб, що знаходились на борту. Згідно з офіційним висновком причиною катастрофи став підпал.

## Галерея

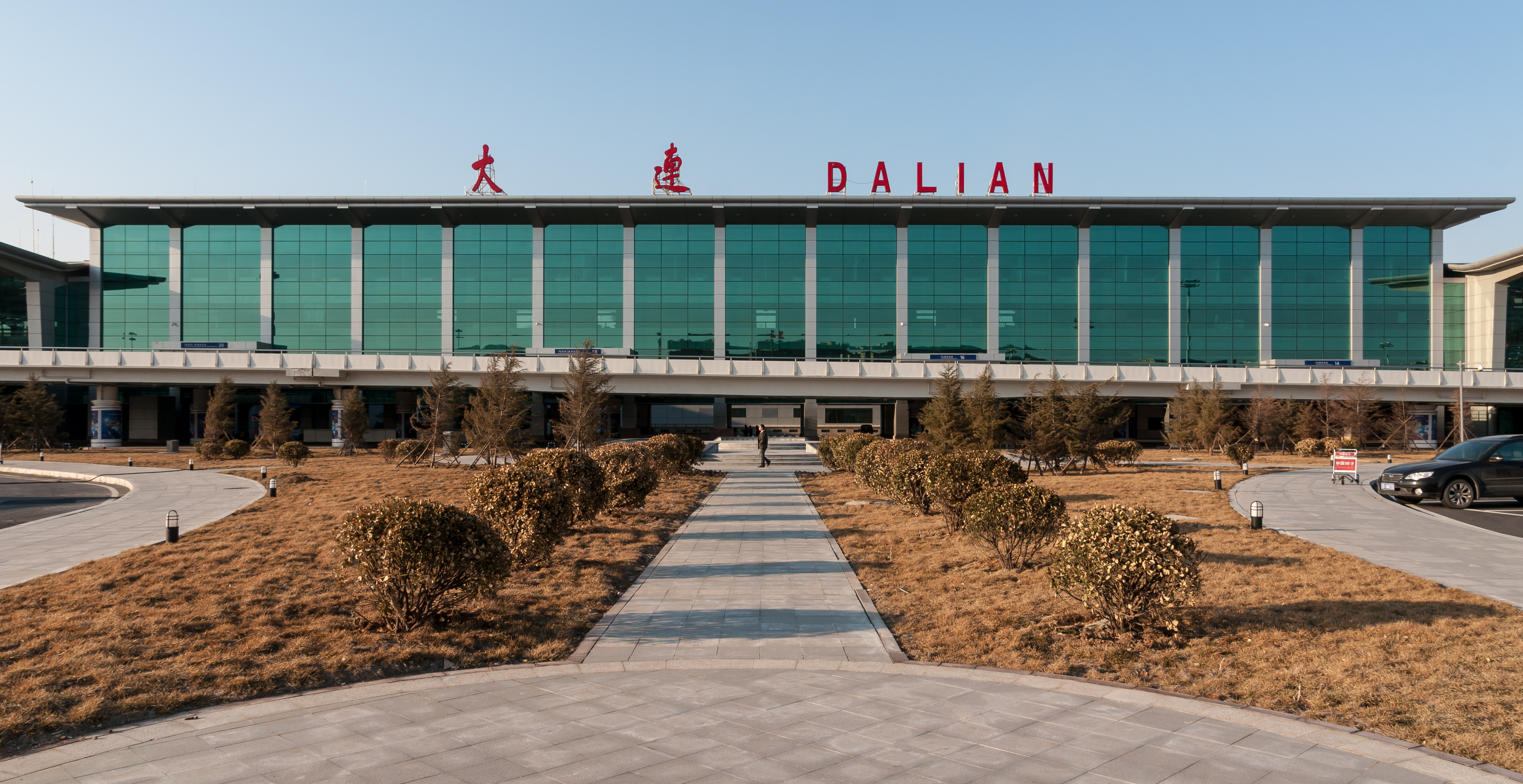
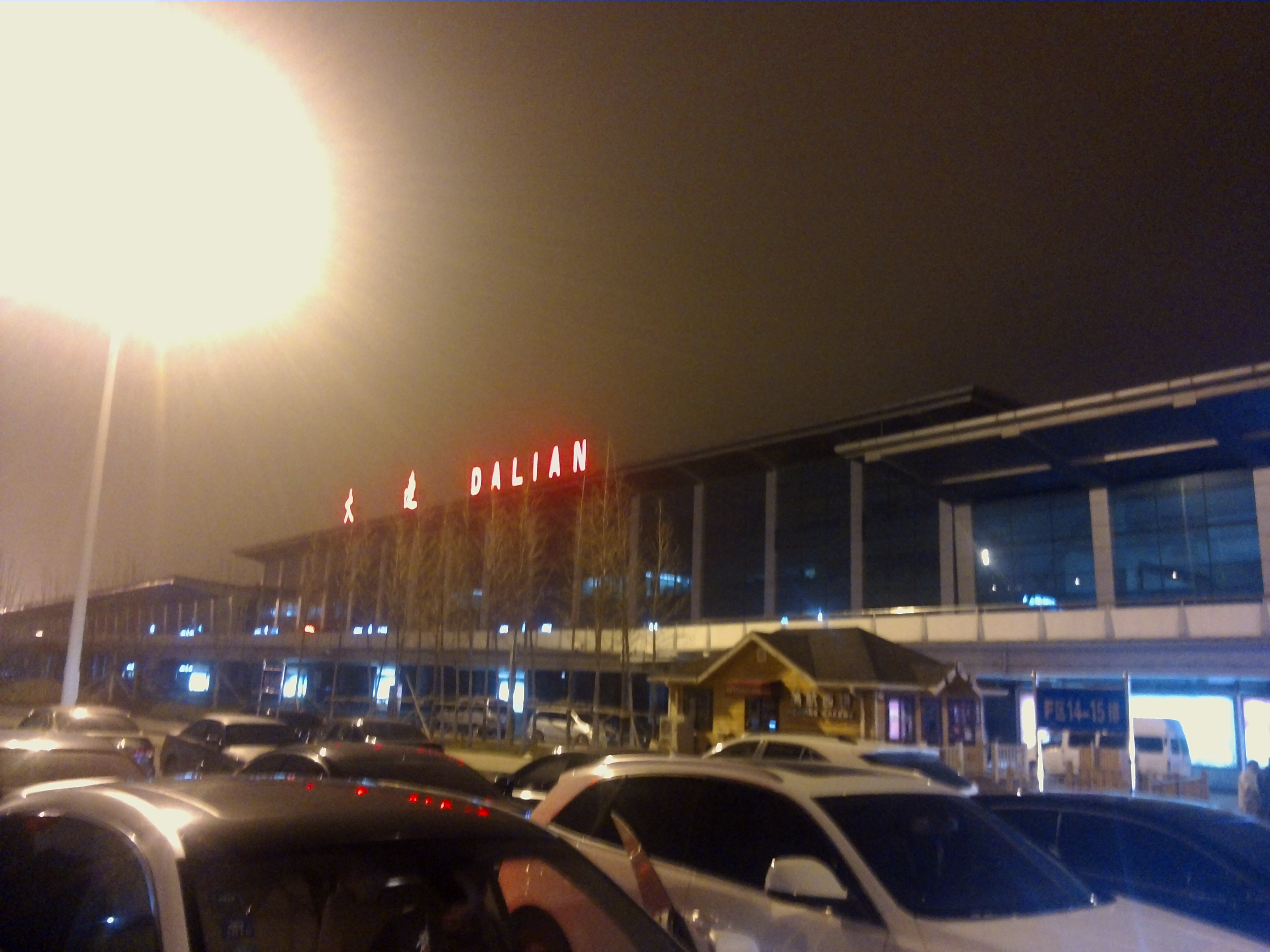